# Fantastic (Wham!)
Fantastic è il primo album dei Wham!, pubblicato il 9 luglio 1983. Include tutti i brani usciti precedentemente in singoli.

## Tracce
1. Bad Boys - 3:19 (George Michael)
2. A Ray of Sunshine - 4:43 (George Michael)
3. Love Machine - 3:19 (Pete Moore, Billy Griffin)
4. Wham Rap! (Enjoy What You Do) - 6:41 (George Michael, Andrew Ridgeley)
5. Club Tropicana - 4:18 (George Michael, Andrew Ridgeley)
6. Nothing Looks the Same in the Light - 5:53 (George Michael)
7. Come On - 4:24 (George Michael)
8. Young Guns (Go for It!) - 3:55 (George Michael)

- Il brano "Young Guys (Go for It!)" dura 3:34. Al minuto 3:38 inizia una traccia fantasma senza titolo eseguita col pianoforte honky-tonk.

## Formazione

### Wham!
- George Michael – voce
- Andrew Ridgeley – chitarra

#### Altri musicisti
- Brad Lang - basso
- John MacKenzie - basso
- Graham Broad - batteria
- Trevor Murrell - batteria
- Andy Duncan - batteria, percussioni
- Robert Ahwai - chitarra
- Paul Ridgeley - chitarra, urla
- Jess Bailey - tastiere
- Bob Carter - tastiere
- Luis Jardim - percussioni
- Tony Moroni - percussioni
- Raoul - corni
- Baps - corni
- Guy Barker - corni
- Paul Cox - corni
- Geoff Daley - corni
- Martin Drover - corni
- Colin Graham - corni
- Chris Hunter - corni
- Roddy Lorimer - corni
- Iain MacKintosh - corni
- Ian Ritchie - corni
- Dave Mortimer - urla
- Jimmy Chambers - cori
- George Chandler - cori
- Linda Hayes - cori
- Tony Jackson - cori
- Katie Kissoon - cori
- Stevie Lange - cori
- Diane Catherine Sealy - cori
- Sylvia Mason - cori

## Classifiche

### Classifiche settimanali
| Classifica (1983/84) | Posizione massima |
| -------------------- | ----------------- |
| Australia            | 5                 |
| Finlandia            | 8                 |
| Germania             | 7                 |
| Giappone             | 17                |
| Norvegia             | 8                 |
| Nuova Zelanda        | 1                 |
| Paesi Bassi          | 8                 |
| Regno Unito          | 1                 |
| Stati Uniti          | 83                |
| Svezia               | 15                |
| Svizzera             | 25                |

### Classifiche di fine anno
| Classifica (1983) | Posizione |
| ----------------- | --------- |
| Nuova Zelanda     | 13        |
| Regno Unito       | 5         |
| Classifica (1984) | Posizione |
| Regno Unito       | 60        |